# 重建時期國家歷史公園
重建時期國家歷史公園（英語：The Reconstruction Era National Historical Park），前身為重建時期國家紀念地（Reconstruction Era National Monument），是位於美國南卡羅萊納州博福特郡的美國國家歷史公園，由歐巴馬總統於2017年1月設立，旨在保存並紀念美國內戰結束後的重建時期活動。這是美國首座以重建時期為主題的國家紀念地。2019年3月12日，川普總統簽署《小約翰·大衛·丁格爾保育、管理與娛樂法案》，將其重新指定為國家歷史公園。該公園由美國國家公園管理局負責管理。

## 建立
推動設立「重建時期國家紀念碑」（Reconstruction Era National Monument）的運動歷時15年，始於比爾·柯林頓總統任期的最後幾日，當時即將卸任的內政部長布魯斯·巴比特在歷史學家艾瑞克·方納的陪同下造訪博福特地區。方納是《重建：美國未完成的革命，1863—1877年》一書的作者。這項設立國家紀念碑的初步努力最終因「邦聯退伍軍人之子協會」的反對，在國會遭到擱置。2004年，當時正在考慮設立「博福特重建歷史公園」時，該協會發動運動，試圖說服代表該地區的聯邦眾議員喬·威爾森反對此案。在收到協會成員的來信並與其會晤後，威爾森告知國家公園管理局他不會支持設立該公園。
不過，這項提案在2015年得以重啟，起因是國家公園管理局委託兩位歷史學家——加州大學戴維斯分校的葛雷戈里·唐斯與西北大學的凱特·馬瑟——對與重建時期有關的地點進行實地研究，並發表了一份名為《美國重建時期國家歷史地標主題研究，1861–1898》（National Historical Landmark Theme Study on the U.S. Reconstruction Era, 1861–1898）的報告。在2016年4月於南卡羅萊納州哥倫比亞舉辦的座談會「重建時期：歷史與公共記憶」（The Reconstruction Era: History and Public Memory）中，唐斯、馬瑟與其他學者發表演講。該座談會由哥倫比亞歷史協會（Historic Columbia）與南卡羅萊納大學歷史中心共同主辦。會中，一位國家公園管理局官員表示，來自邦聯退伍軍人之子協會對於該國家紀念碑提案的反對態度已趨緩。
來自南卡羅萊納州的兩位聯邦眾議員——民主黨的吉姆·克萊本與共和黨的馬克·桑福德（2010年選區重劃後其選區涵蓋博福特）——是推動該紀念碑指定的重要倡議者，並曾試圖透過國會立法設立這座紀念碑。2016年12月，克萊本與國家公園管理局舉行了一場公開會議，會中針對透過行政命令設立「重建時期國家紀念碑」的提案獲得壓倒性的支持。在重建時期自南卡羅萊納州出任國會議員、前奴隸出身的羅伯特·斯莫爾斯的來孫，也表達對該紀念碑指定的支持。
「重建時期國家紀念碑」是在歐巴馬總統任期最後幾日所設立，與另外兩座紀念美國民權運動的國家紀念碑「自由騎士國家紀念碑」與「伯明罕民權國家紀念碑」於同一天成立。歐巴馬是依據《古物法》所賦予總統的行政權限設立這些紀念碑，該法賦予總統單方面創建大多數國家紀念碑的權力。
一場公開的落成典禮於2017年3月舉行。該紀念碑的設立也在當年的年度「原始葛勒節」（Original Gullah Festival）中獲得慶祝。

## 場址
該紀念碑包含南卡羅來納州博福特及其附近的四個地點。博福特地區於1861年11月落入聯邦軍控制之下，因此成為美國最早讓被解放奴隸「投票、購置財產、創建教會、學校與商業」的地區之一。該國家歷史公園包含以下四個地點：
- 潘恩中心（英语：Penn Center (Saint Helena Island, South Carolina)）的達拉會堂（Darrah Hall，原名為潘恩學校(Penn School)）：[12]創立於1862年，是南方地區最早為被解放奴隸設立的學校之一。[6][11]1864年，學校遷至現今位於聖海倫娜島（英语：Saint Helena Island (South Carolina)）的地點（現為紀念碑的一部分）。[6]即使在國家歷史紀念碑正式設立之前，潘恩中心已被列為國家歷史地標區（英语：National Historic Landmark District）的一部分。它的重要性不僅在於與重建時期及民權運動的關聯，也因其作為「古拉」遺產的核心地點而備受重視。[11]
- 磚砌浸信會教堂（Brick Baptist Church）：位於潘恩中心旁邊，這座教堂建於1855年，由奴隸建造，他們當時被限制只能待在教堂的陽台上，避開白人信徒的視線與存在。[6]1861年，皇家港灣戰役（英语：Battle of Port Royal）之後，約有8,000名獲得自由的奴隸接管了這座教堂。[6][11]這是聖海倫娜島上最古老的教堂。[11]
- 舊博福特消防局（The Old Beaufort Firehouse）：位於博福特市中心的克雷文街706號，鄰近其他具歷史意義的地點。[6][11]這棟舊消防局建築亦屬於面積達304英畝的「博福特國家歷史區（英语：Beaufort Historic District (Beaufort, South Carolina)）」的一部分。[12]目前，它是重建時代國家歷史公園的遊客中心所在地。[13]
- 薩克斯頓營地（英语：Camp Saxton Site）/解放林地（Emancipation Grove）：位於南卡羅來納州皇家港灣（英语：Port Royal, South Carolina）是1863年元旦時，聯邦軍魯弗斯·薩克斯頓（英语：Rufus Saxton）將軍向來自周邊海島的3,000名奴隸公開朗讀《解放奴隸宣言》的地點。[6][11]此地也是首批非裔美國人被徵召入美國陸軍的場所之一，當時他們加入了「南卡羅萊納第一志願兵團（英语：1st South Carolina Colored Infantry Regiment）」。[11][12]附近的橡樹林中有一棵名為「解放橡樹」（Emancipation Oak）的老橡樹，象徵著當年的歷史事件。[11]該地現為博福特海軍醫院（英语：United States Naval Hospital Beaufort）的一部分。[11]薩克斯頓營地的正式展示建物位於海軍遺產公園（Naval Heritage Park）內，一座名為「平克尼·波特禮拜堂」（Pinckney Porter’s Chapel）的白色小教堂內設有展示薩克斯頓營地相關歷史的展覽。